# ExoMars
ExoMars (Exobiology on Mars) es una misión espacial europea a Marte de astrobiología para la búsqueda de vida en ese planeta. Está compuesta de dos etapas diferenciadas y es un proyecto de la Agencia Espacial Europea (ESA). Los objetivos de ExoMars consisten en buscar pistas de vida tanto en el pasado como en la actualidad, investigar cómo el agua y el ambiente geoquímico marciano varía con el tiempo, estudiar la composición de las trazas de gases existentes en la atmósfera así como sus fuentes de origen, a la vez que poner a prueba la tecnología para fuera viable una hipotética misión que trajera muestras de vuelta desde Marte. La misión buscará signos de vida en Marte, pasada o presente, empleando varios elementos de la sonda, que serán enviados a Marte en dos lanzamientos. El ExoMars Trace Gas Orbiter (TGO) y un módulo de aterrizaje llamado Schiaparelli EDM fueron lanzados el 14 de marzo de 2016. La sonda TGO soltó el módulo Schiaparelli el 19 de octubre de 2016, y procederá a cartografiar las fuentes de metano atmosférico y otros gases en Marte, para tratar de resolver el misterio sobre la presencia de este gas y su relación con una posible actividad biológica, mientras que el aterrizador probó sin éxito algunas tecnologías de aterrizaje previstas para la misión de 2022. La sonda TGO incorpora cuatro instrumentos y también actuará como satélite de comunicaciones.
En 2023, un módulo de aterrizaje de Roscosmos llevaría hasta la superficie marciana el rover ExoMars. El rover también incluiría instrumentos fabricados por Roscosmos. Las operaciones de la misión y las comunicaciones son lideradas por el centro de control de la Aerospace Logistics Technology Engineering Company (ALTEC) en Italia.
El 17 de marzo de 2022, la ESA suspendió la misión debido a la invasión rusa de Ucrania. Posteriormente, el 13 de julio de 2022, la ESA canceló definitivamente la participación de Roscosmos en la misión.
El 20 de octubre de 2022, el director general de la ESA, Josef Aschbacher , informó que el Consejo de la ESA, compuesto por representantes de los 22 Estados miembros de la agencia, estaba replanificando la misión para su lanzamiento en 2028 y fue el 23 de noviembre cuando finalmente se anunció un acuerdo de colaboración con la NASA para ello.

## Objetivos
La misión tiene como objetivo fundamental buscar evidencia de vida en Marte, tanto pasada como presente. Su objetivo secundario es investigar la variación en composición de la superficie, caracterizar la geoquímica y geofísica en Marte, la distribución de agua y detectar los posibles elementos peligrosos para la subsiguiente misión tripulada. El objetivo del programa es discernir si el metano descubierto es fruto de la actividad biológica de organismos que, o bien se extinguieron hace millones de años dejando metano congelado en el subsuelo del planeta, o son muy resistentes y todavía sobreviven en Marte. En este segundo caso podríamos por fin anunciar el descubrimiento de vida fuera del planeta Tierra. Pero el metano también puede originarse por procesos geológicos como la oxidación del hierro, la transformación del olivino en serpentina, a través de volcanes activos o mediante la desestabilización de clatratos -hielos que contienen gas en su interior-. ExoMars 2016, por tanto, ayudará a resolver el enigma del metano en Marte. 
Europa y Rusia realizarán en octubre sus primeras maniobras de entrada y aterrizaje en Marte. Otro de los grandes retos de ExoMars 2016 sucedió también en octubre. El mismo día 16 la sonda Schiaparelli EDM se separó del orbitador TGO, con el objetivo de iniciar una maniobra de descenso y aterrizaje en el planeta rojo, una tarea que Europa y Rusia nunca han llevado a cabo. El 19 de octubre el aterrizador debía de haber alcanzado la superficie de Marte. La sonda, sin embargo, habría tenido una vida corta dado que no contaba con baterías adicionales ni posibilidad de recargarse. Desafortunadamente, un error de medida en la instrumentación provocó la colisión del aterrizador contra la superficie de Marte a una velocidad cercana a los 300 km/h. El impacto destruyó el módulo Schiaparelli y su contenido. La NASA, mediante el Mars Reconnaissance Orbiter (MRO) consiguió fotografiar el cráter de impacto producido al precipitarse el módulo Schiaparelli sobre el planeta rojo.
Su finalidad era demostrar las capacidades rusas y europeas de depositar un equipo de este tipo en el planeta rojo. De lograrlo, se habría allanado el terreno para ExoMars 2020, un robot que cuenta con instrumental de origen español como el espectrómetro RLS desarrollado por el Centro de Astrobiología (CSIC-INTA), la Universidad de Valladolid y el Instituto Nacional de Técnica Aeroespacial (INTA). La exploración espacial europea y rusa pretende así abrir una nueva etapa en la investigación sobre Marte, con el fin de descubrir trazas de vida presente o pasada sobre el planeta rojo.

## Descripción
Para llevar a cabo estos objetivos, la agencia europea (ESA) y la agencia estadounidense (NASA) firmaron un convenio de colaboración extensivo para la exploración a largo plazo de Marte, empezando con la misión ExoMars, sin embargo la NASA se retiró del proyecto en febrero de 2012, pasando a ocupar su lugar la Roscosmos. El plan contemplado en noviembre de 2009 es de dividir los componentes de la misión en dos lanzamientos: uno en 2016 y otro en 2018. Inicialmente se pensaba emplear cohetes estadounidenses Atlas V, que posteriormente fueron sustituidos por cohetes rusos Protón-M. 
| Agencia                                         | Primer lanzamiento en 2016                               | Segundo lanzamiento en 2022 |
| ----------------------------------------------- | -------------------------------------------------------- | --------------------------- |
|                                                 | Cohete: Protón-M                                         | Cohete: Protón-M            |
| Instrumentos a bordo del satélite TGO           | Sistema de aterrizaje: Sky-crane                         |                             |
|                                                 | Rover Mars Astrobiology Explorer-Cacher (Max-C) de 65 kg |                             |
|                                                 | Satélite ExoMars Trace Gas Orbiter (TGO)                 | Rover ExoMars de 270 kg     |
| Un aterrizador fijo Schiaparelli EDM            |                                                          | Rover ExoMars de 270 kg     |
| Sistema de entrada, descenso y aterrizaje (EDL) |                                                          | Rover ExoMars de 270 kg     |

En noviembre de 2008,  la agencia espacial ARGO planearon los posibles sitios de descenso son:
- Mawrth Vallis
- Nili Fossae
- Meridiani Planum
- Cráter Holden
- Cráter Gale
- Oxia Planum

El 21 de octubre de 2015, Oxia Planum fue elegido como el lugar de aterrizaje preferido para el rover, con Aram Dorsum y Mawrth Vallis como opciones de respaldo. En marzo de 2017, el Grupo de trabajo de selección de sitios de aterrizaje redujo la elección a Oxia Planum y Mawrth Vallis, y en noviembre de 2018, Oxia Planum fue elegida una vez más, en espera de la aprobación de los jefes de los países europeos y la Agencia Espacial Rusa.

### Salida rusa del proyecto
En marzo de 2022, tras el inicio de la invasión rusa de Ucrania, la ESA suspendió la colaboración con Rusia para el proyecto Exomars, donde el Roscosmos aportaba tanto el módulo de aterrizaje como los cohetes de lanzamiento.
Conforme avanzó el año, ya en noviembre la ESA anunció que los 22 Estados miembros de la organización acordaron no renunciar al proyecto, sino alinearse con la NASA para cubrir parte de los requisitos que recaían sobre la agencia espacial rusa. De esta manera, los países europeos anunciaron un aumento en la inversión de exploración espacial de 17.000 millones de euros, donde parte de la inversión se utilizaría para llevar al Exomars a la superficie de Marte en el año 2028. Josef Aschbacher, director de la ESA en ese momento, anunció el 23 de noviembre que la misión se llevaría a cabo sin Rusia, siendo los países europeos los responsables de construir todos los componentes necesarios para la misión, incluyendo el módulo de aterrizaje. No obstante, la NASA sería la encargada del cohete lanzador, cuyo modelo aún está por determinar.

## Rover ExoMars
El vehículo explorador ExoMars, el rover Rosalind Franklin lleva a bordo tres tipos de instrumentos: Los panorámicos, incluidas las cámaras que permitirán observar el ambiente alrededor. Después están los instrumentos de acercamiento, como cámaras microscópicas, con las cuales se observarán objetos en detalle.  Principalmente, utilizará el Laboratorio Analítico "Pasteur", donde se realizarán los análisis molecular de las muestras obtenidas. El 7 de febrero de 2019 se anunció que el nombre del rover será Rosalind Franklin, tras una elección entre más de 36.000 entradas enviadas por ciudadanos de todos los Estados miembros de la ESA.
- Panoramic Camera System (PanCam) - un sistema de alta resolución, será usado para la navegación sobre la superficie.[33]
- Mars Infrared MApper (MIMA) - un espectrómetro de luz infrarroja para la detección a distancia de agua.[34]
- Water Ice and Subsurface Deposit Observations on Mars (WISDOM) - es un radar que penetra el suelo.[35]
- Permittivity Probe - una resistencia eléctrica para medir el contenido de agua en el suelo.
- Neutron scattering - para buscar agua y hielo debajo de la superficie cercana.
- Radon Exhalation - busca exhalaciones geológicas de gas radón, relacionado con la presencia de agua.[36]
- Close-up Imager (CLUPI) - es un sistema de cámara para acercamiento visual.
- Mössbauer Spectrometer (MIMOS II) - un espectrómetro de efecto Mößbauerthe para medir la emisión y absorción de rayos gamma de gases y sólidos.
- DIBS - un taladro para obtener muestras del interior de rocas y del subsuelo, con una capacidad de alcance de unos dos metros de profundidad.
- Microscopio - obtendrá imágenes de partículas microscópicas.
- Espectrómetro Láser Raman (Raman/LIBS)- analizará los vapores producidos por material expuesto a un rayo láser.[37][38]
- Mars X-Ray Diffractometer (Mars-XRD) - analizará la composición exacta de material cristalino mediante la difracción de rayos x.
- Infrared imaging spectrometer (MicrOmega-IR) - es un espectrómetro de imágenes de infrarrojos que puede analizar el material en polvo procedentes de la trituración de las muestras recogidas por la broca. Su objetivo es estudiar los conjuntos de granos de minerales en detalle para tratar de desentrañar su origen geológico, su estructura y su composición. Estos datos serán vitales para la interpretación de los procesos geológicos pasados y presentes y los ambientes en Marte. Micromega-IR es un instrumento de imagen, también puede ser usado para identificar los granos que son particularmente interesantes, y les asignó como objetivos de Raman y el MOMA de observaciones LDMS.
- Mars Multispectral Imager for Subsurface Studies (Ma-MISS) - es un espectrómetro de infrarrojos situado en el interior del taladro. Con el Ma-MISS observaremos la pared lateral del pozo creado por el taladro para estudiar la estratigrafía del subsuelo, para comprender la distribución y estado de las aguas minerales, y para caracterizar el ambiente geofísico. El análisis de los materiales expuestos por Ma-MISS, junto con los datos obtenidos con los espectrómetros situado en el interior del vehículo, será crucial para la interpretación unívoca de las condiciones originales de la formación rocosa de Marte.

### Módulo biológico
- Urey - un instrumento de muy alta sensibilidad para estudiar una gama pequeña de moléculas de origen biológico.[39][40][41]
- Mars Organic Molecule Analyzer (MOMA) - separará y analizará los compuestos de material evaporado mediante el uso de un láser, asistido de un instrumento de cromatografía de gases y un espectrómetro de masas o "GMCE", que son de baja sensibilidad pero pueden detectar un rango muy amplio de moléculas.
- Life Marker Chip (LMC) - para la detección de una amplia variedad de componentes de la vida, incluyendo aminoácidos, que son los principales componentes de las proteínas, y trifosfato de adenosina (ATP), que es la molécula básica involucrada en la transferencia de energía en las células.[42]

### Instrumentos medioambientales
Se utilizaran para estudiar el ambiente marciano. 
- Sensor de radiación ionizante.
- UltraViolet - Visible Spectrometer (UVIS).
- Atmospheric Relaxation and Electric Field sensor (ARES).
- Martian Environmental DUst Systematic Analyser (MEDUSA) - que se ha confiado su responsabilidad al Observatorio Astronómico de Capodimonte en Nápoles - proporcionara mediciones directas de los parámetros de las propiedades físicas y dinámicas de polvo y la abundancia de vapor de agua en Marte.
- Advanced Environmental Package (METEO-ATM6).

### Software

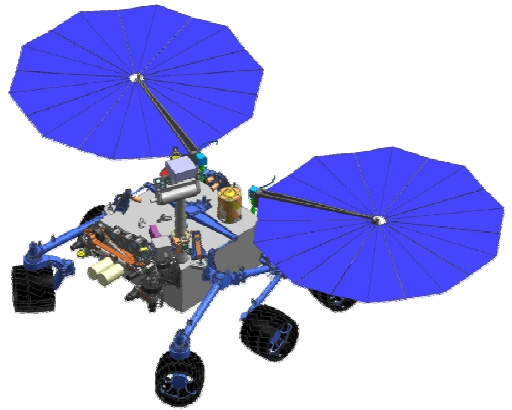
El rover Mars Astrobiology Explorer-Cacher (MAX-C) acompañaría al rover ExoMars.

Los prototipos tienen un sistema de navegación inteligente que les permite trazar su propia ruta. Debido a la distancia existente entre los planetas, las órdenes enviadas desde la Tierra pueden llegar a tardar 20 minutos en llegar a Marte. Este retraso hace que las órdenes instantáneas de cambio de dirección no sean posibles y, por tanto, un rover debe tener autonomía para tomar decisiones. Es decir, el robot en todo momento se plantea distintas trayectorias para llegar al objetivo y decide cual es la trayectoria útil. Este robot también hace uso de una serie de sensores y cámaras de visión estereoscópica. El software también controlará a los motores de sus seis ruedas. El software genérico de navegación ha sido desarrollado por el Centro Nacional de Estudios Espaciales Francés (CNES) y el SRG.

## Rover MAX-C
El rover Mars Astrobiology Explorer-Cacher (MAX-C) sería construido por la NASA y aterrizaría junto con el rover ExoMars. Además de tener capacidad de análisis químicos y físicos de especímenes, el MAX-C tendría la misión de encapsular las muestras con mayor valor científico para que una posible misión en el futuro recupere esas muestras, llevándolas a la Tierra para un análisis extremadamente sofisticado y completo.